# Willy Sørensen
 Ikke at forveksle med Willy Sørensen (roer) eller filosoffen og forfatteren Villy Sørensen.
Willy Sørensen (13. februar 1908 – 3. februar 1978) er en tidligere dansk  socialdemokratisk politiker og borgmester i Vejle Kommune.
Willy Sørensen voksede op i en søskendeflok på 10 under fattige kår på Teglgårdsvej i Vejle. Efter 7. klasse begyndte Willy Sørensen som fabriksarbejder, hvor han i 1933 blev valgt til formand for fabriks- og lagerarbejdernes fagforening.
Hans engagement i fagforeningen vækkede den politiske interesse, og i 1937 stillede han op for Socialdemokraterne til byrådet i Vejle og umiddelbart efter 2. Verdenskrig  i 1946 blev Willy Sørensen borgmester i den daværende arbejderby. Her blev han siddende frem til sin død i 1978 efter hele 31 år på posten. 
Willy Sørensen var vejlenser med stort V og ønskede at forblive som borgmester i Vejle, selvom mange opfordrede ham til at stille op til Folketinget. Ved siden af borgmesterembedet har Willy Sørensen desuden været formand for de samarbejdende jysk-fynske landsdelskraftværker, formand for Skærbækværket og medlem af diverse bestyrelser og råd. 
Ved meddelelsen om den afholdte borgmesters død i 1978 blev der folkesorg i Vejle, hvor omkring 1000 mennesker mødte op til begravelsen i Sct. Nikolai Kirke. Omkring 500 personer var med i begravelsesfølget .